# Shihab
Shihab (in arabo: شهاب, traslitterato anche Shehab e Shahab) è un nome proprio di persona arabo maschile.

## Origine e diffusione

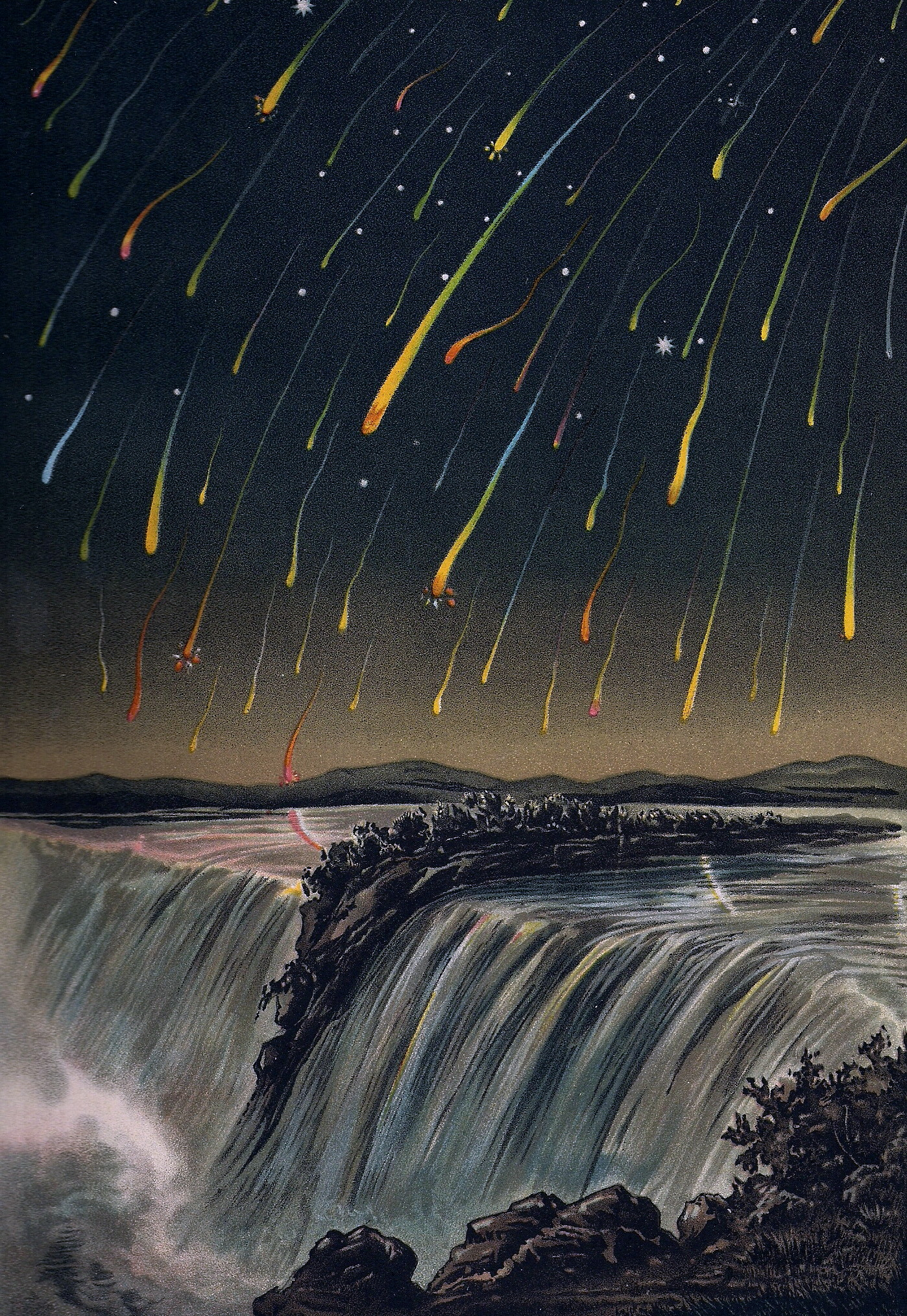
Le stelle cadenti dello sciame delle leonidi in un'illustrazione del 1888

Riprende un vocabolo arabo che significa "stella cadente", "meteora".

## Persone

### Variante Shahab
- Shahab Gordan, calciatore iraniano
- Shahab Hosseini, attore iraniano

### Variante Shehab
- Shehab Ahmed, calciatore emiratino
- Shehab Eldin Ahmed, calciatore egiziano
- Shehab Kankone, calciatore kuwaitiano